# Barene
Barene is een bestuurslaag in het regentschap Belu van de provincie Oost-Nusa Tenggara, Indonesië. Barene telt 1055 inwoners (volkstelling 2010).